# The Chaser (telenovela)
The Chaser (hangul: 추적자; hanja: 追跡者; rr: Chujeokja) é uma telenovela sul-coreana, exibida pela SBS de 28 de maio a 15 de julho de 2012, com um total de dezesseis episódios. É estrelada por Son Hyun-joo e Kim Sang-joong. Seu enredo refere-se a um pai em luto, que busca por vingança contra funcionários corruptos.
Apesar da série não possuir um elenco com atores de destaque, a mesma conquistou um grande desempenho em audiência. Sua ascensão na popularidade foi baseada no enredo bem escrito e estruturado, em sua direção sólida e nas habilidades de atuação dos membros do elenco. Mais tarde venceu os prêmios de Melhor Drama no Korean PD Awards e Baeksang Arts Awards.

## Enredo
O Detetive Baek Hong-suk (Son Hyun-joo) vê sua vida feliz ser destruída, quando sua filha de quinze anos é morta em um acidente de carro, fazendo com que sua esposa fique em estado de choque e eventualmente tire sua vida. Viúvo, Baek mais tarde descobre que a morte de sua filha foi o resultado de uma conspiração liderada pelo político Kang Dong-Yoon (Kim Sang-joong), para assegurar seu futuro político como candidato à presidência. Baek torna-se de um pai amoroso e um policial para ser um homem atormentado por vingança, enquanto Kang continua a ascender ao poder.

## Elenco

### Principal
- Son Hyun-joo como o Detetive Baek Hong-suk
- Kim Sang-joong como o Candidato à presidência Kang Dong-yoon

### Estendido
- Go Joon-hee como a repórter Seo Ji-won
- Kim Sung-ryung como Seo Ji-soo
- Ryu Seung-soo como Choi Jung-woo
- Park Hyo-joo como detetive Jo
- Kang Shin-il como detetive chefe da equipe Hwang
- Lee Yong-woo como PK Joon
- Jang Shin-young como Shin Hye-ra
- Lee Hye-in como Baek Soo-jung (filha de Hong-suk e Mi-yeon)
- Kim Do-yeon como Song Mi-yeon
- Jo Jae-yoon como Park Yong-sik
- Choi Joon-young como Yoon Chang-min
- Lee Re como filha de Yoon Chang-min
- Park Geun-hyung como presidente da empresa Seo
- Jeon No-min como Seo Young-wook
- Nam Da-reum como Kang Min-sung
- Jeon Gook-hwan como Jang Byung-ho
- Song Jae-ho como Yoo Tae-jin
- Ryohei Otani como Bae Sang-moo
- Kim Min-ha como Hyo-jin

## Trilha sonora

### The Chaser OST
| N.º            | Título                                                                                | Artista         | Duração |  |
| 1.             | "Saying "I Love You" (Acoustic Ver.)" (사랑한다는 이 말 (Accoustic Ver.))             | The One         | 4:30    |  |
| 2.             | "Lily" (나리꽃)                                                                       | Lee Hye-in      | 5:40    |  |
| 3.             | "A Dream (Drama Ver.)" (꿈 (Drama Ver.))                                              | The One         | 3:46    |  |
| 4.             | "Good Person" (좋은 사람)                                                             | Ivy             | 4:15    |  |
| 5.             | "Saying "I Love You"" (사랑한다는 이 말)                                              | The One         | 4:31    |  |
| 6.             | "Callus" (굳은살)                                                                     | Kim Bum-soo     | 4:08    |  |
| 7.             | "A Dream" (꿈)                                                                        | The One         | 3:30    |  |
| 8.             | "The Chaser (Opening Title)"                                                          | Vários artistas | 1:58    |  |
| 9.             | "Father's Original Story" (아버지 (Original Story))                                   | Vários artistas | 3:11    |  |
| 10.            | "Black Box"                                                                           | Vários artistas | 2:17    |  |
| 11.            | "The Truth is Far Away" (진실은 멀어진다)                                             | Vários artistas | 2:03    |  |
| 12.            | "Lily Guitar Story" (나리꽃 Guitar Story)                                             | Vários artistas | 1:54    |  |
| 13.            | "Wait for Kang Dong-yoon" (기다려라 강동윤)                                           | Vários artistas | 3:33    |  |
| 14.            | "Devil's Tears (Father's Sad Trumpet Story)" (악마의 눈물 (아버지 Sad Trumpet Story)) | Vários artistas | 2:15    |  |
| 15.            | "I Run" (나는 달린다)                                                                 | Vários artistas | 1:46    |  |
| 16.            | "Jin-soo (Father's Guitar Story)" (지수야 (아버지 Guitar Story))                      | Vários artistas | 1:42    |  |
| 17.            | "I'm Sorry" (미안합니다)                                                              | Vários artistas | 3:32    |  |
| 18.            | "Counterstrike"                                                                       | Vários artistas | 1:42    |  |
| 19.            | "Hong Seok-Yi's Dream" (홍석이의 꿈)                                                  | Vários artistas | 2:54    |  |
| 20.            | "In Front of a Corpse" (주검앞에서)                                                   | Vários artistas | 3:00    |  |
| 21.            | "The Beginning of Revenge" (복수의 시작)                                              | Vários artistas | 1:37    |  |
| 22.            | "The Dreams of the Poor" (가난한 자들의 꿈)                                           | Vários artistas | 2:22    |  |
| 23.            | "A Lonely Fight" (외로운 싸움)                                                        | Vários artistas | 1:47    |  |
| 24.            | "The Chairman (Father's Waltz Story)" (The Chairman (아버지 Waltz Story))             | Vários artistas | 3:08    |  |
| Duração total: | Duração total:                                                                        | Duração total:  | 23:01   |  |

### The Chaser OST Special
| N.º            | Título                                                     | Artista         | Duração |  |
| 1.             | "How Can I Forget You?" (어찌 너를 잊어요)                 | Heo Gong (허공) | 3:32    |  |
| 2.             | "How Can I Forget You? (Inst.)" (어찌 너를 잊어요 (Inst.)) |                 | 3:32    |  |
| Duração total: | Duração total:                                             | Duração total:  | 07:04   |  |

## Recepção
Na tabela abaixo, os números azuis representam as audiências mais baixas e os números vermelhos representam as audiências mais elevadas.
| Episódio | Data de transmissão | Audiência média | Audiência média              | Audiência média | Audiência média              |
| Episódio | Data de transmissão | TNmS Ratings    | TNmS Ratings                 | AGB Nielsen     | AGB Nielsen                  |
| Episódio | Data de transmissão | Em todo o país  | Região Metropolitana de Seul | Em todo o país  | Região Metropolitana de Seul |
| -------- | ------------------- | --------------- | ---------------------------- | --------------- | ---------------------------- |
| 1        | 28 de maio de 2012  | 10.0%           | 12.6%                        | 9.3%            | 10.3%                        |
| 2        | 29 de maio de 2012  | 10.9%           | 13.5%                        | 9.9%            | 11.0%                        |
| 3        | 4 de junho de 2012  | 11.6%           | 14.7%                        | 9.2%            | 9.7%                         |
| 4        | 5 de junho de 2012  | 11.5%           | 14.1%                        | 9.8%            | 10.3%                        |
| 5        | 11 de junho de 2012 | 13.2%           | 16.5%                        | 10.6%           | 10.7%                        |
| 6        | 12 de junho de 2012 | 12.5%           | 15.1%                        | 11.1%           | 11.9%                        |
| 7        | 18 de junho de 2012 | 13.2%           | 14.5%                        | 11.5%           | 12.4%                        |
| 8        | 19 de junho de 2012 | 13.2%           | 14.1%                        | 13.3%           | 14.2%                        |
| 9        | 25 de junho de 2012 | 13.6%           | 16.3%                        | 12.4%           | 13.1%                        |
| 10       | 26 de junho de 2012 | 13.8%           | 15.8%                        | 13.2%           | 14.2%                        |
| 11       | 2 de julho de 2012  | 14.0%           | 15.9%                        | 13.1%           | 13.9%                        |
| 12       | 3 de julho de 2012  | 15.3%           | 16.2%                        | 13.5%           | 14.3%                        |
| 13       | 9 de julho de 2012  | 20.0%           | 22.4%                        | 17.9%           | 19.7%                        |
| 14       | 10 de julho de 2012 | 23.1%           | 26.7%                        | 20.7%           | 22.3%                        |
| 15       | 16 de julho de 2012 | 22.1%           | 26.6%                        | 20.4%           | 21.5%                        |
| 16       | 17 de julho de 2012 | 25.1%           | 28.3%                        | 22.6%           | 23.8%                        |
| Média    | Média               | 15.2%           | 17.7%                        | 13.7%           | 14.6%                        |

## Prêmios e indicações
| Ano  | Prêmio                                  | Categoria                                        | Beneficiário               | Resultado |
| ---- | --------------------------------------- | ------------------------------------------------ | -------------------------- | --------- |
| 2012 | Korea Drama Awards                      | Melhor Drama                                     | The Chaser                 | Indicado  |
| 2012 | Korea Drama Awards                      | Prêmio Top Excelência, Ator                      | Son Hyun-joo               | Indicado  |
| 2012 | Korea Drama Awards                      | Prêmio Top Excelência, Ator                      | Kim Sang-joong             | Venceu    |
| 2012 | Korea Drama Awards                      | Prêmio Top Excelência, Atriz                     | Jang Shin-young            | Indicado  |
| 2012 | K-Drama Star Awards                     | Grande Prêmio (Daesang)                          | Son Hyun-joo               | Venceu    |
| 2012 | K-Drama Star Awards                     | Prêmio Top Excelência, Ator                      | Kim Sang-joong             | Indicado  |
| 2012 | Grimae Awards                           | Prêmio de Excelência em Visuais                  | Jung Ki-hyun, Kim Dae-kwon | Venceu    |
| 2012 | Korean Culture and Entertainment Awards | Prêmio de Popularidade, categoria Drama          | Go Joon-hee                | Venceu    |
| 2012 | SBS Drama Awards                        | Grande Prêmio (Daesang)                          | Son Hyun-joo               | Venceu    |
| 2012 | SBS Drama Awards                        | Prêmio Top Excelência, Ator em Minisséries       | Son Hyun-joo               | Indicado  |
| 2012 | SBS Drama Awards                        | Prêmio de Excelência, Ator em Minisséries        | Kim Sang-joong             | Venceu    |
| 2012 | SBS Drama Awards                        | Prêmio de Excelência, Atriz em Minisséries       | Kim Sung-ryung             | Venceu    |
| 2012 | SBS Drama Awards                        | Prêmio de Atuação Especial, Ator em Minisséries  | Ryu Seung-soo              | Indicado  |
| 2012 | SBS Drama Awards                        | Prêmio de Atuação Especial, Ator em Minisséries  | Jo Jae-yoon                | Indicado  |
| 2012 | SBS Drama Awards                        | Prêmio de Atuação Especial, Atriz em Minisséries | Jang Shin-young            | Venceu    |
| 2012 | SBS Drama Awards                        | Prêmio de Atuação Especial, Atriz em Minisséries | Kim Do-yeon                | Indicado  |
| 2012 | SBS Drama Awards                        | Prêmio de Produtores                             | Park Geun-hyung            | Venceu    |
| 2012 | SBS Drama Awards                        | Top 10 Estrelas                                  | Son Hyun-joo               | Venceu    |
| 2012 | SBS Drama Awards                        | Prêmio de Nova Estrela                           | Park Hyo-joo               | Venceu    |
| 2012 | SBS Drama Awards                        | Prêmio de Nova Estrela                           | Go Joon-hee                | Venceu    |
| 2012 | Korean PD Awards                        | Melhor Drama                                     | The Chaser                 | Venceu    |
| 2013 | Baeksang Arts Awards                    | Melhor Drama                                     | The Chaser                 | Venceu    |
| 2013 | Baeksang Arts Awards                    | Melhor Ator (TV)                                 | Son Hyun-joo               | Venceu    |
| 2013 | Baeksang Arts Awards                    | Melhor Diretor (TV)                              | Jo Nam-kook                | Indicado  |
| 2013 | Baeksang Arts Awards                    | Melhor Roteiro (TV)                              | Park Kyung-soo             | Venceu    |
| 2013 | Korea Broadcasting Awards               | Melhor Drama de Comprimento Médio                | The Chaser                 | Venceu    |
| 2013 | Korea Broadcasting Awards               | Melhor Ator                                      | Son Hyun-joo               | Venceu    |
| 2013 | Korea Broadcasting Awards               | Melhor Roteiro                                   | Park Kyung-soo             | Venceu    |
| 2013 | Seoul International Drama Awards        | Prêmio Pássaro de Prata (melhor série de drama)  | The Chaser                 | Venceu    |